# 歩兵第35連隊

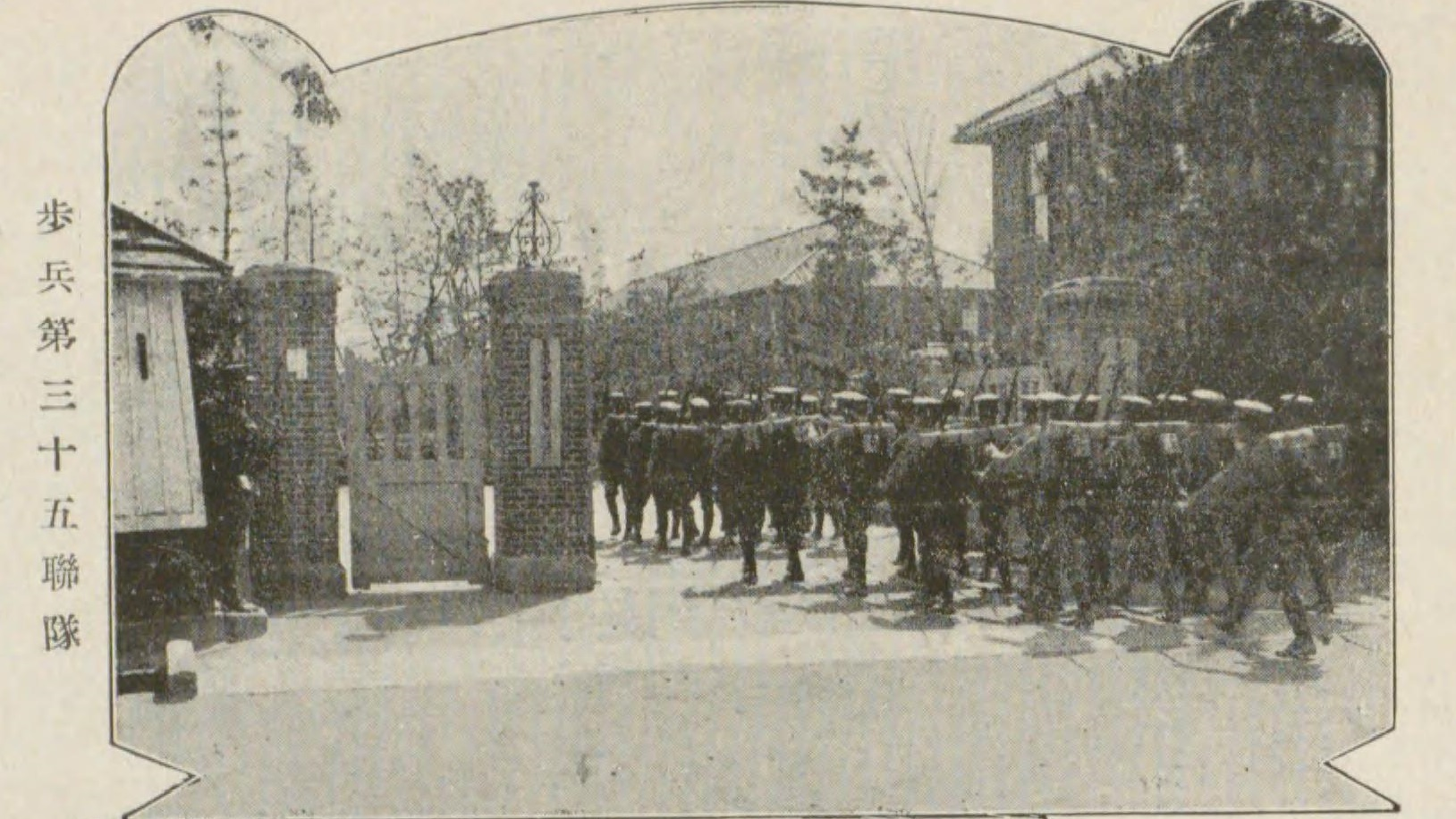
歩兵第35連隊営門前（今の富山大学五福キャンパス正門附近）。

歩兵第35連隊（ほへいだい35れんたい、歩兵第三十五聯隊）は、大日本帝国陸軍の連隊のひとつ。

## 沿革
- 1896年（明治29年） - 石川県野田村（現陸上自衛隊金沢駐屯地など一帯）に連隊本部を設置
- 1898年（明治31年）3月24日 - 軍旗拝受
- 1904年（明治37年） - 日露戦争に従軍
- 1914年（大正3年）4月9日 - 留守隊を設置し事務を開始[1]。
- 1920年（大正9年）1月20日 - スペインかぜの患者十数名がでたので兵士の外出を禁止。1月25日には患者累計140名、死者3名に達した[2]。
- 1921年（大正10年）5月 - シベリア出兵に従軍、ウラジオストクに展開
- 1925年（大正14年）5月 - 金沢から富山に転営。旧歩兵第69連隊のうち600余名と編合した[3]
- 1932年（昭和7年）

2月2日 - 第一次上海事変に伴い動員命令が下る
2月7日 - 富山駅を出発、広島県宇品港を経て上海へ渡る
3月1日 - 中国側の拠点であった大場鎮を占領
5月26日 - 富山へ帰還
- 1935年（昭和10年） - 満州駐剳
- 1937年（昭和12年） - 帰還

9月9日 - 動員下令
9月27日 - 上海に到着、激戦の後に南京への追撃戦の師団主力となる
- 1938年（昭和13年） - 徐州会戦などに参加
- 1940年（昭和15年） - 満州駐屯
- 1944年（昭和19年）

7月 - 沖縄に移駐し防御陣地の構築にあたる
11月 - 台湾へ移駐
- 1945年（昭和20年）8月 - 終戦

## 歴代連隊長
| 代 | 氏名         | 在任期間               | 備考                              |
| -- | ------------ | ---------------------- | --------------------------------- |
| 1  | 山本信行     | 1896.9.25 - 1897.10.11 | 中佐                              |
| 2  | 木村新九郎   | 1897.10.11 - 1898.7.7  |                                   |
| 3  | 中村正雄     | 1898.7.7 -             | 中佐、1901.11.大佐、1904.7.30戦傷 |
| 4  | 折下勝造     | 1904.8.9 - 8.22        | 中佐、戦死し大佐に特進            |
| 5  | 佐藤兼毅     | 1904.8.29 -            | 中佐                              |
| 6  | 白水淡       | 1905.7.12 -            | 中佐                              |
| 7  | 高木常之助   | 1906.2.19 - 1909.5.28  | 中佐、大佐昇進                    |
| 8  | 誉田甚八     | 1909.5.28 - 5.30       | 中佐、1909.5.29大佐、死去         |
| 9  | 宮川茂三     | 1909.6.1 - 1913.1.15   |                                   |
| 10 | 早川新太郎   | 1913.1.15 - 1914.5.11  |                                   |
| 11 | 陶山操       | 1914.5.11 - 1915.8.10  |                                   |
| 12 | 大立目小一郎 | 1915.8.10 - 1917.8.6   |                                   |
| 13 | 河上清吉     | 1917.8.6 -             |                                   |
| 14 | 中村四郎太   | 1921.7.20 -            |                                   |
| 15 | 小林道生     | 1924.8.16 -            |                                   |
| 16 | 吉永吉次     | 1926.3.2 -             |                                   |
| 17 | 徳野外次郎   | 1930.3.6 -             |                                   |
| 18 | 苫米地四楼   | 1933.3.18 -            |                                   |
| 19 | 梅村篤郎     | 1935.6.10 -            |                                   |
| 20 | 富士井末吉   | 1937.3.1 -             |                                   |
| 21 | 寺垣忠雄     | 1938.3.1 -             |                                   |
| 22 | 川久保鎮馬   | 1939.7.12 -            |                                   |
| 23 | 平桜政吉     | 1940.9.9 -             |                                   |
| 24 | 奥信夫       | 1943.9.7 -             |                                   |
| 末 | 三好喜平     | 1945.4.7 -             |                                   |